# Aloe tweedieae
Aloe tweedieae ist eine Pflanzenart der Gattung der Aloen in der Unterfamilie der Affodillgewächse (Asphodeloideae). Das Artepitheton tweediae ehrt die britischen Künstlerin und Pflanzensammlerin E. Marjorie Tweedie, die die Art entdeckte.

## Beschreibung

### Vegetative Merkmale
Aloe tweedieae wächst stammlos oder kurz stammbildend, ist einfach oder sprosst und bildet dann kleine Gruppen. Der Stamm erreicht selten eine Länge bis zu 50 Zentimeter. Die etwa 20 lanzettlich verschmälerten Laubblätter bilden eine dichte Rosette. Die trüb bis glänzend grüne Blattspreite ist etwa 50 Zentimeter lang und 13 Zentimeter breit. Auf ihr befinden sich in der Regel viele hellgrüne Flecken. Die Blattoberfläche ist glatt. Die stechenden, rötlich braunen Zähne am Blattrand sind etwa 4 Millimeter lang und stehen 15 bis 20 Millimeter voneinander entfernt. Der gelbe Blattsaft trocknet bräunlich.

### Blütenstände und Blüten
Der Blütenstand weist 15 bis 20 Zweige auf und erreicht eine Länge von 120 bis 150 Zentimeter. Die unteren Zweige sind gelegentlich nochmals verzweigt. Die lockeren Trauben sind bis zu 15 Zentimeter lang und 5 Zentimeter breit. Seitlich Trauben bestehen aus einseitswendigen Blüten. Die eiförmig-spitzen Brakteen weisen eine Länge von 2 Millimeter auf und sind 2 Millimeter breit. Die korallenrosafarbenen Blüten werden zu ihrer Mündung heller und gelblich. Sie stehen an etwa 7 Millimeter langen Blütenstielen. Sie sind etwa 24 Millimeter lang und an ihrer Basis gerundet. Auf Höhe des Fruchtknotens weisen die Blüten einen Durchmesser von 8 Millimeter auf. Darüber sind sie leicht verengt. Ihre äußeren Perigonblätter sind auf einer Länge von 16 Millimetern nicht miteinander verwachsen. Die Staubblätter ragen 3 bis 4 Millimeter und der Griffel ragt 5 Millimeter aus der Blüte heraus.

## Systematik und Verbreitung
Aloe tweedieae ist in Kenia, Sudan und Uganda in trockenem, sandigem Buschland in Höhen von 1500 bis 1800 Metern verbreitet.
Die Erstbeschreibung durch Hugh Basil Christian wurde 1942 veröffentlicht.

## Nachweise